# Marinduque
Marinduque là một tỉnh đảo của Philippines thuộc vùng MIMAROPA. Tỉnh lị là Boac. Marinduque nằm giữa vịnh Tayabas ở phía bắc và biển Sibuyan ớ phía nam. Tỉnh nằm ở phía nam và tây của tỉnh Quezon, phía tây của đảo Mindoro và phía bắc của Romblon

## Địa lý
Mảinduque là hòn đảo có hình trái tim. Đảo tách khỏi bán đảo Bondoc ở Quezon bởi eo biển nhỏ Monpog. Một vài hòn đảo nhỏ hơn ở phía đông bắc như Maniuayan, Santa Cruz, Mompog cũng thuôj về tỉnh. Điểm cao nhất ở Marinduque là Núi Malindig cao tới 1.157 mét. Hòn đảo có 2 mùa, mùa khô từ tháng 11 đến tháng 2 và mùa mưa từ tháng 6 đến tháng 10, và môth thời kỳ chuyển tiếp giữa 2 mùa trên.

## Nhân khẩu
Người Marinduqueños trên đảo có nguồn gốc Tagalog và sử dụng tiếng Tagalog, phương ngữ của tỉnh mang nhiều yếu tố của tiếng Tagalog cổ và có một đóng góp lớn trong việc hình thành ngôn ngữ chuẩn Quốc gia của Philippines.

## Kinh tế
Marinduque là một tỉnh nông nghiệp, chủ yếu là trông lúa gạo và dừa. Du lịch cũng đang trở thành một ngành kinh tế lớn trên đảo đặc biệt là tuần ăn chay trước lễ Phục Sinh. Ngoài ra cũng có ngành khai mỏ nhưng đã ngưng khai thác.

## Hành chính
Tỉnh có 6 đô thị tự trị và được chia tiếp thành 218 barangay
- Boac
- Buenavista
- Gasan
- Mogpog
- Santa Cruz
- Torrijos